# 洛姆 (萨尔特省)
洛姆（法語：Lhomme，法語發音：[lɔm]）是法国萨尔特省的一个市镇，属于拉弗莱什区。

## 地理
洛姆（47°44'37"N, 0°33'32"E）面积18.32 平方千米，位于法国卢瓦尔河地区大区萨尔特省，该省份为法国西北部内陆省份，北起顺时针与奥恩省、厄尔-卢瓦省、卢瓦-谢尔省、安德尔-卢瓦尔省、曼恩-卢瓦尔省和马耶讷省接壤，是法国大西部的入口，连接卢瓦尔河谷、布列塔尼和巴黎盆地。
与洛姆接壤的市镇（或旧市镇、城区）包括：库尔德芒什、沙艾涅、卢瓦河畔拉沙尔特、马尔松、卢瓦昂瓦莱。

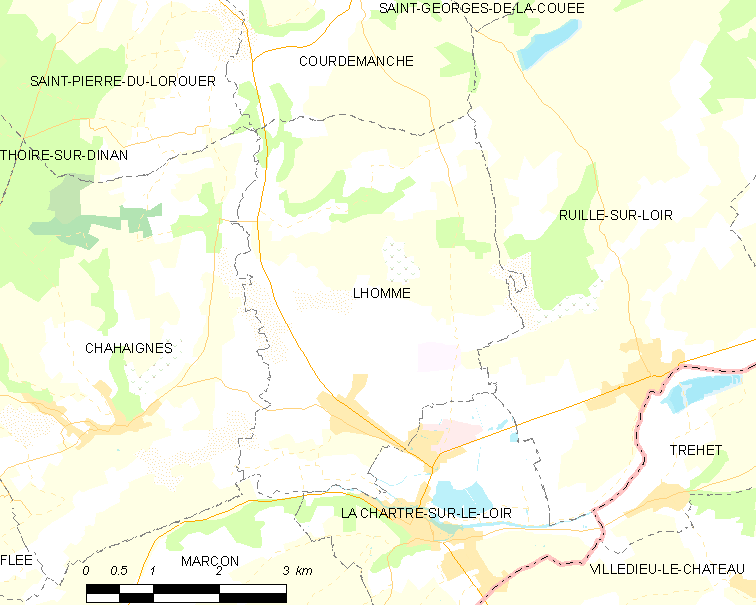
的OSM定位图

洛姆的时区为UTC+01:00、UTC+02:00（夏令时）。

## 行政
洛姆的邮政编码为72340，INSEE市镇编码为72161。

## 政治
洛姆所属的省级选区为卢瓦河畔蒙瓦勒县。

## 人口

1962-2008年间人口变化图示

洛姆于2022年1月1日时的人口数量为938人。